# Moe Higa
Moe Higa (比嘉もえ?, Higa Moe; 15 settembre 2007) è una nuotatrice artistica giapponese.

## Palmarès
- Mondiali

Budapest 2022: argento nella gara a squadre (programma tecnico) e nel libero combinato, bronzo nella gara a squadre (programma libero).
Fukuoka 2023: oro nel duo tecnico, argento nella gara a squadre (programma libero), bronzo nel duo libero.
Doha 2024: argento nella gara a squadre (programma libero), bronzo nella gara a squadre (programma tecnico).
Singapore 2025: argento nella gara a squadre (programma libero).

### Coppa del Mondo
- 22 podi:
  - 6 vittorie (4 nella gara a squadre e 2 nel duo)
  - 12 secondi posti (5 nel duo e 7 nella gara a squadre)
  - 4 terzi posti (2 nel duo e 2 nella gara a squadre)

#### Coppa del mondo - vittorie
| Data          | Luogo       | Paese   | Disciplina   |
| ------------- | ----------- | ------- | ------------ |
| 16 marzo 2023 | Markham     | Canada  | Team tecnico |
| 17 marzo 2023 | Markham     | Canada  | Team libero  |
| 7 maggio 2023 | Montpellier | Francia | Team libero  |
| 4 maggio 2024 | Parigi      | Francia | Team libero  |
| 2 giugno 2024 | Markham     | Canada  | Duo libero   |
| 1 marzo 2025  | Parigi      | Francia | Duo libero   |